# Internationale Aktivitäten des Landtages Mecklenburg-Vorpommern
Die Abgeordneten des Landtages Mecklenburg-Vorpommern sind in zahlreichen überregionalen, europäischen und internationalen Gremien aktiv und vertreten dort die Interessen des Landes.
Auf europäischer Ebene sind Abgeordnete im Ausschuss der Regionen (AdR), der Konferenz der Europäischen Regionalen Gesetzgebenden Versammlungen (CALRE) sowie dem Kongress der Gemeinden und Regionen Europas (KGRE) vertreten. 
Im Ostseeraum ist der Landtag sowohl überregional als auch international engagiert. Im Rahmen des Parlamentsforums Südliche Ostsee sowie der Partnerschaften mit den polnischen Sejmiks der Woiwodschaften Westpommern und Pommern werden die für die beteiligten Regionen relevanten Themen, wie Umwelt-, Verkehrs-, Energie- und Tourismuspolitik, erörtert.
In der Ostseeparlamentarierkonferenz kommen Parlamente und parlamentarische Organisationen der Ostseeregion zusammen, unter anderem auch aus wichtigen Nicht-EU-Staaten wie der Russischen Föderation. Ein Hauptziel der Ostseeparlamentarier ist die nachhaltige ökologische, soziale und wirtschaftliche Entwicklung der Region. Vor allem in diesem Gremium ist der Landtag besonders aktiv. So nimmt die Ostseeparlamentarierkonferenz, vertreten durch die Landtagspräsidentin Sylvia Bretschneider sowie ihre finnische Kollegin Christina Gestrin, das Beobachtermandat in der Umweltorganisation HELCOM wahr. Außerdem wurde der Abgeordnete Jochen Schulte gemeinsam mit seinem Kollegen Jörgen Pettersson von den Åland-Inseln von der Ostseeparlamentarierkonferenz als Maritimer Berichterstatter benannt, um Entwicklungen im Bereich integrierte Meerespolitik zu verfolgen und darüber Bericht zu erstatten. 
Ferner hat der Landtag eine Deutsch-Israelische Parlamentariergruppe gebildet und ist korporatives Mitglied in der Deutsch-Amerikanischen Vereinigung der Länderparlamentarier, der sogenannten Partnerschaft der Parlamente (PdP).

## Hintergrund
Grundlage für die internationalen Aktivitäten des Landtages ist Artikel 11 der Verfassung des Landes. Darin heißt es über die europäische Integration und grenzüberschreitende Zusammenarbeit: 
„Das Land Mecklenburg-Vorpommern wirkt im Rahmen seiner Zuständigkeiten an dem Ziel mit, die europäische Integration zu verwirklichen und die grenzüberschreitende Zusammenarbeit, insbesondere im Ostseeraum, zu fördern.“

## Übersicht zu den internationalen Aktivitäten

### Ostseeparlamentarierkonferenz – BSPC

Karte der Mitgliedsstaaten

Der Landtag ist Mitglied in der Ostseeparlamentarierkonferenz. Derzeit gehören jeweils elf nationale und regionale Parlamente sowie fünf parlamentarische Vereinigungen aus der Ostseeregion, einschließlich Russland, Norwegen, Island und Grönland, dem Gremium an. Der Vorsitz der Konferenz wechselt jährlich und wird während der Jahreskonferenz an das nächste Parlament übergeben. Derzeit hat Mecklenburg-Vorpommern den Vorsitz inne.
Die Konferenz dient der Stärkung der gemeinsamen Identität des Ostseeraumes und fördert die Diskussion und den Informationsaustausch zwischen den beteiligten Parlamenten sowie mit anderen Gremien und Organisationen auf internationaler und interregionaler Ebene. Ferner nehmen sich die Ostseeparlamentarier gemeinsamer ökologischer, sozialer und wirtschaftlicher Fragestellungen an, leiten entsprechende politische Maßnahmen ein und begleiten diese.
Einmal jährlich kommen die Volksvertreter zusammen, um ihre Forderungen gegenüber den eigenen Regierungen, der EU, dem Ostseerat sowie weiteren Akteuren in der Ostseeregion zu formulieren. Der Ständige Ausschuss der BSPC bereitet gemeinsam mit dem jeweiligen Gastgeberland die Konferenz vor und verfolgt die Umsetzung der von den Parlamentariern beschlossenen Resolutionen. Außerdem befassen sich die Volksvertreter mit wechselnden aktuellen Themen in Arbeitsgruppen, deren Erkenntnisse ebenfalls in die Resolutionen eingehen. Die Arbeitsgruppen nehmen in der Regel ihr Mandat für die Dauer von zwei Jahren wahr. Nach Auslauf des Mandats einer Arbeitsgruppe wird vom Ständigen Ausschuss oft ein Berichterstatter bestimmt, der Entwicklungen im von der Arbeitsgruppe behandelten Themenfeld weiter verfolgt und der Ostseeparlamentarierkonferenz darüber regelmäßig Bericht erstattet.
Der Landtag beteiligt sich aktiv in diesen Arbeitsgruppen. Die Abgeordneten Wolfgang Waldmüller und Julian Barlen sind Mitglieder in der aktuellen, von der 22. Ostseeparlamentarierkonferenz ins Leben gerufenen Arbeitsgruppe „Innovationen im Gesundheits- und Sozialwesen“ (2013–2015). Außerdem wurden der Abgeordnete Jochen Schulte und Jörgen Pettersson von den Åland-Inseln damit beauftragt, als maritime Berichterstatter die BSPC über Entwicklungen in dem Bereich „Integrierte Meerespolitik“ zu informieren. Der Bundestagsabgeordnete Franz Thönnes ist Berichterstatter für den Bereich „Arbeit und Soziale Wohlfahrt“. Außerdem  hat die Ostseeparlamentarierkonferenz einen Berichterstatter für „Zivile Sicherheit und Menschenhandel“ bestimmt.
Im Jahr 2002 wurde der Konferenz der Beobachterstatus bei der Umweltorganisation HELCOM zuerkannt, den die Präsidentin des Landtags, Sylvia Bretschneider, gemeinsam mit der finnischen Abgeordneten Christina Gestrin für die laufende Versammlungsperiode 2014/2015 wahrnimmt und die maßgeblichen Aktivitäten der HELCOM-Gremien verfolgt.
Auch der Landtag als Ganzes befasst sich mit den Resolutionen der Ostseeparlamentarierkonferenz. Zur Umsetzung der Beschlüsse haben die Abgeordneten den Resolutionen bisher regelmäßig mit einer Entschließung des Landtages auf der Grundlage eines fraktionsübergreifenden Antrages zugestimmt.

### Parlamentsforum Südliche Ostsee – PSO

Karte der Mitgliedsstaaten

Um die bestehenden bilateralen Partnerschaften zwischen den Regionalparlamenten Mecklenburg-Vorpommerns, Schleswig-Holsteins, der Woiwodschaft Westpommern und der Woiwodschaft Pommern zu intensivieren, wurde im Jahr 2004 auf Initiative des Landtages Mecklenburg-Vorpommern das Parlamentsforum Südliche Ostsee ins Leben gerufen. Seitdem sind außerdem Parlamentsvertreter der Freien und Hansestadt Hamburg, der Woiwodschaft Ermland-Masuren sowie der Gebietsduma der Oblast Kaliningrad der grenzüberschreitenden Zusammenarbeit beigetreten. Als Beobachter ist darüber hinaus auch die schwedische Region Schonen assoziiert.
Auch das Parlamentsforum thematisiert in seinen Beratungen und Arbeitsgruppen für die beteiligten Regionen wichtige Themen wie die europäische Förderpolitik, die maritime Wirtschaft und die Energie- oder Tourismuspolitik. Diese regionalspezifischen Fragestellungen werden von den jährlich stattfindenden Parlamentsforen diskutiert und entsprechende Resolutionen durch die Abgeordneten verabschiedet. 
Der Landtag wird alljährlich bei den Parlamentsforen von einer Abgeordnetendelegation repräsentiert. Die Delegation wird regelmäßig von zuvor durch den Landtag vorgeschlagenen Sachverständigen begleitet, die die Ostseeparlamentarier in ihren Beratungen unterstützen.
Der Landtag befasst sich im Anschluss an das Parlamentsforum mit dessen Forderungen und hat bisher regelmäßig auf der Grundlage eines fraktionsübergreifenden Antrags der jeweiligen Resolution zugestimmt.

### Bilaterale Zusammenarbeit mit den Sejmiks der Woiwodschaften Westpommern und Pommern
Das Parlamentsforum Südliche Ostsee war auch Ergebnis der vorangegangenen bilateralen Zusammenarbeit des Landtags mit den Sejmiks der Woiwodschaften Westpommern und Pommern. Mittlerweile hat die gemeinsame parlamentarische Partnerschaft in diesem Gremium ihre institutionalisierte Form gefunden. Nichtsdestotrotz erfolgt nach wie vor ein Meinungs- und Informationsaustausch zwischen den jeweiligen mit internationalen Angelegenheiten befassten Ausschüssen der Partnerparlamente.
Angestoßen wurde die Zusammenarbeit auf einem Parlamentariertreffen vom 6. bis 7. September 1996 in Krugsdorf, bei dem Abgeordnete aus Mecklenburg-Vorpommern, Mitglieder des Europäischen Parlamentes aus Mecklenburg-Vorpommern, Vertreter der Kommunalgemeinschaft POMERANIA e. V., des Landkreistages Mecklenburg-Vorpommern e. V., Abgeordnete und Mitarbeiter des Sejmik der Woiwodschaft Stettin sowie Vertreter des kommunalen Zweckverbandes der Gemeinden Westpommerns zusammenkamen. In der gemeinsamen Resolution von Krugsdorf sprachen sich die Parlamentarier für eine verstärkte Zusammenarbeit im grenznahmen Raum aus.
In der Folge kam es zu einer Reihe von Treffen des Rechtsausschusses des Landtags mit seinem korrespondierenden Ausschuss für internationale und grenzüberschreitende Zusammenarbeit des Sejmik der Woiwodschaft Westpommern. Am 14. September 2001 erfolgte die Unterzeichnung einer gemeinsamen Erklärung des Sejmik der Woiwodschaft Westpommern und des Landtages Mecklenburg-Vorpommern zur Zusammenarbeit.
Der Beitritt Polens zur EU im Mai 2004 führte zu einer Intensivierung der parlamentarischen Beziehungen. Zentrale gemeinsame Themen waren nun unter anderem die europäische Förderpolitik, aber auch die Perspektiven der Jugend in der nunmehr grenzfreien Region.
Auch mit dem Sejmik der Woiwodschaft Pommern wurde am 14. Oktober 2004 mit einer gemeinsamen Erklärung eine feste, grenzüberschreitende Partnerschaft beschlossen.
Diese Entwicklungen wurden im Rahmen einer von der Landtagspräsidentin Sylvia Bretschneider initiierten Konferenz zum Thema „Die Perspektiven der grenzüberschreitenden Zusammenarbeit im südlichen Ostseeraum nach der EU-Osterweiterung“ im Oktober 2003 in Schwerin aufgegriffen. Vertreter der Parlamente Schleswig-Holsteins, Mecklenburg-Vorpommerns sowie der Sejmiks der Woiwodschaften Westpommerns und Pommerns nahmen teil. Auf der nachfolgenden Veranstaltung vom 25. bis 27. April 2004 in Danzig wurde das Parlamentsforum Südliche Ostsee gegründet mit dem Ziel, die bestehenden bilateralen Partnerschaften zwischen den vier Regionalparlamenten stärker miteinander zu vernetzen.

### Ausschuss der Regionen – AdR

Logo des Ausschusses

Der Ausschuss der Regionen ist ein beratendes Organ der EU, das sich aus Vertretern lokaler und regionaler Gebietskörperschaften zusammensetzt. Seine Mitglieder kommen fünfmal im Jahr in Brüssel zur Plenartagung zusammen, um Stellungnahmen, Berichte und Entschließungen zu beraten und zu erarbeiten. Erstmals in der 6. Wahlperiode des Landtages wird das Land im AdR auch durch Landtagsabgeordnete vertreten, nachdem in der Vergangenheit Mitglieder der Landesregierung entsandt wurden.

### Konferenz der regionalen gesetzgebenden Versammlungen – CALRE
Die Konferenz der Europäischen Regionalen Gesetzgebenden Parlamente ist ein Zusammenschluss von europäischen Regionalparlamenten mit Gesetzgebungsbefugnis. Derzeit gehören dem Gremium 74 Parlamente an, die gemeinsam mehr als 200 Millionen Einwohner repräsentieren. Hauptziel der CALRE ist die Stärkung von Kompetenzen und Befugnissen regionaler Parlamente in europäischen Entscheidungsprozessen.
Das im Vertrag zur Europäischen Union enthaltene Subsidiaritätsprinzip hat für die Arbeit der CALRE entscheidende Bedeutung. Demnach soll die Union keine Maßnahmen ergreifen, solange entsprechende Aufgaben effektiver auf nationaler, regionaler oder lokaler Ebene wahrgenommen werden können. Wichtiger Partner für die CALRE ist der Ausschuss der Regionen, dem als institutionellem Gremium besondere Rechte für kommunale und regionale Angelegenheiten eingeräumt sind.
Für das Land Mecklenburg-Vorpommern nimmt die Präsidentin des Landtags, Frau Sylvia Bretschneider, an den einmal jährlich stattfindenden Jahreskonferenzen teil. Zur thematischen Untersetzung von Arbeitsschwerpunkten und zur inhaltlichen Vorbereitung der Jahreskonferenzen werden jeweils wechselnde Arbeitsgruppen eingesetzt. Diese behandeln derzeit die Themen „eDemokratie“, „Geschlechtergleichstellung - Verbesserung der Beteiligung von Frauen in der Demokratie“, „Immigration“, „Subsidiarität“ sowie „Kohäsionspolitik“.  

### Kongress der Gemeinden und Regionen Europas – KGRE

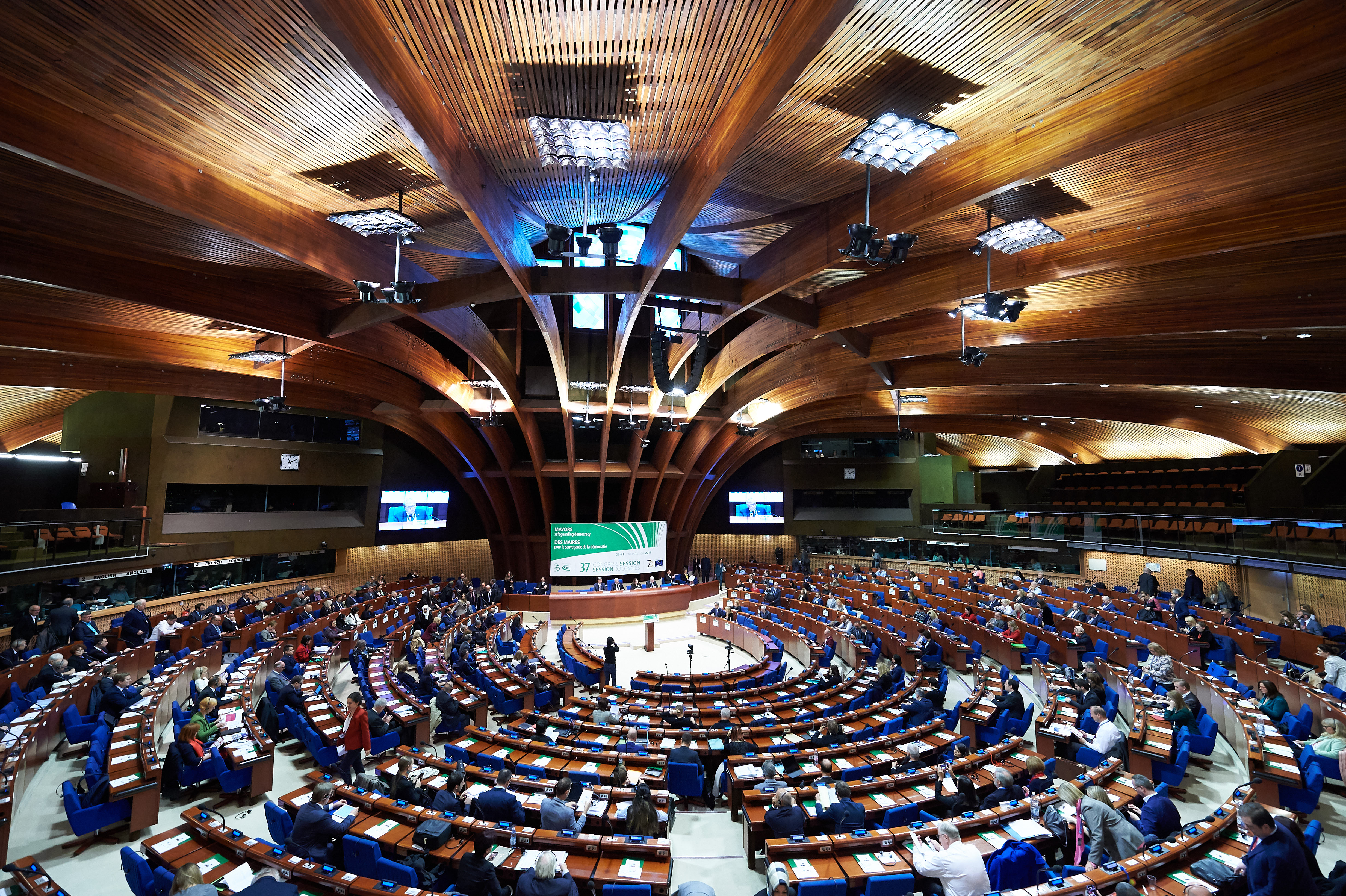
Plenarsitzung des Kongress

Der Kongress der Gemeinden und Regionen Europas wurde 1994 als beratendes Gremium des Europarates eingerichtet. Der KGRE dient politischen Akteuren aus Gemeinden und Regionen als Forum zum Informations- und Erfahrungsaustausch und steht dem Europarat in Fragen der Lokal- und Regionalpolitik beratend zur Seite. 
Der Kongress hat derzeit 318 Mitglieder aus 47 Ländern. Deutschland verfügt über insgesamt 18 Mitglieder, die jeweils zur Hälfte von den Kommunen und von den Bundesländern benannt werden.
Da sich der Europarat auch mit Themen wie dem Gesundheitswesen oder Erziehung beschäftigt, haben Gemeinden und Regionen somit die Möglichkeit, Entscheidungen zu beeinflussen, die Länderkompetenzen unmittelbar berühren. Mecklenburg-Vorpommern wird durch den Abgeordneten Detlef Müller im KGRE vertreten.

### Partnerschaft der Parlamente – PdP
Die Deutsch-Amerikanische Vereinigung der Länderparlamentarier ist eine nicht-staatliche, gemeinnützige Organisation. Sie wurde 1983 von Abgeordneten aus allen Landtagen der damaligen Bundesrepublik Deutschland gegründet.
Ihr Ziel ist es, Kontakte und Beziehungen zwischen den deutschen Länderparlamenten und den Parlamenten der amerikanischen Bundesstaaten sowie der kanadischen Provinzen herzustellen und zu pflegen. Der Landtag Mecklenburg-Vorpommern ist korporatives Mitglied der Partnerschaft der Parlamente. 
Mitglieder der PdP können neben Abgeordneten und Mitarbeitern der Landtage alle Personen werden, die die Ziele dieser Organisation unterstützen. Darüber hinaus besteht für die Länderparlamente die Option der korporativen Mitgliedschaft.